# Mei Gong he xing dong
Mei Gong he xing dong (em chinês tradicional: 湄公河行動, chinês simplificado: 湄公河行动, pinyin: Méigōng Hé Xíngdòng; bra: Operação Mekong; prt: Acção Rio Mekong), é um filme chinês de 2016 do gênero ação policial, dirigido por Dante Lam, estrelado por Zhang Hanyu e Eddie Peng. Foi lançado na China em 30 de setembro de 2016, baseado em Mekong River massacre.

## Elenco
- Zhang Hanyu, como Gao Gang
- Eddie Peng, como Fang Xinwu
- Feng Wenjuan, comoGuo Bing
- Sun Chun, como Yu Ping
- Chen Baoguo, como Jiang Haifeng
- Liu Xianda, como Xie Wenfeng
- Jonathan Wu Linkai, como Kuai Yitong
- Zhao Jian, como Guo Xu
- Zhan Liguo, como Fu Baowei
- Shi Zhanjie, como Jiang Xing
- Wu Xudong, como Wild Bull,,
- Carl Ng, como Pierre
- Pawalit Mongkolpisit, como Naw Khar
- Vittaya Pansingram, como Pshom
- Ken Lo, como Xing Deng
- Ron Weaver, como Puja
- Ganesh Acharya, como Mr Zar

## Produção
A produção do filme começou em setembro de 2015, na China (Beijing e Yunnan), Malásia e na Tailândia

## Orçamento
O filme orçou mais de um bilhão de dólares em todo mundo.